# Aldo Malavasi Filho

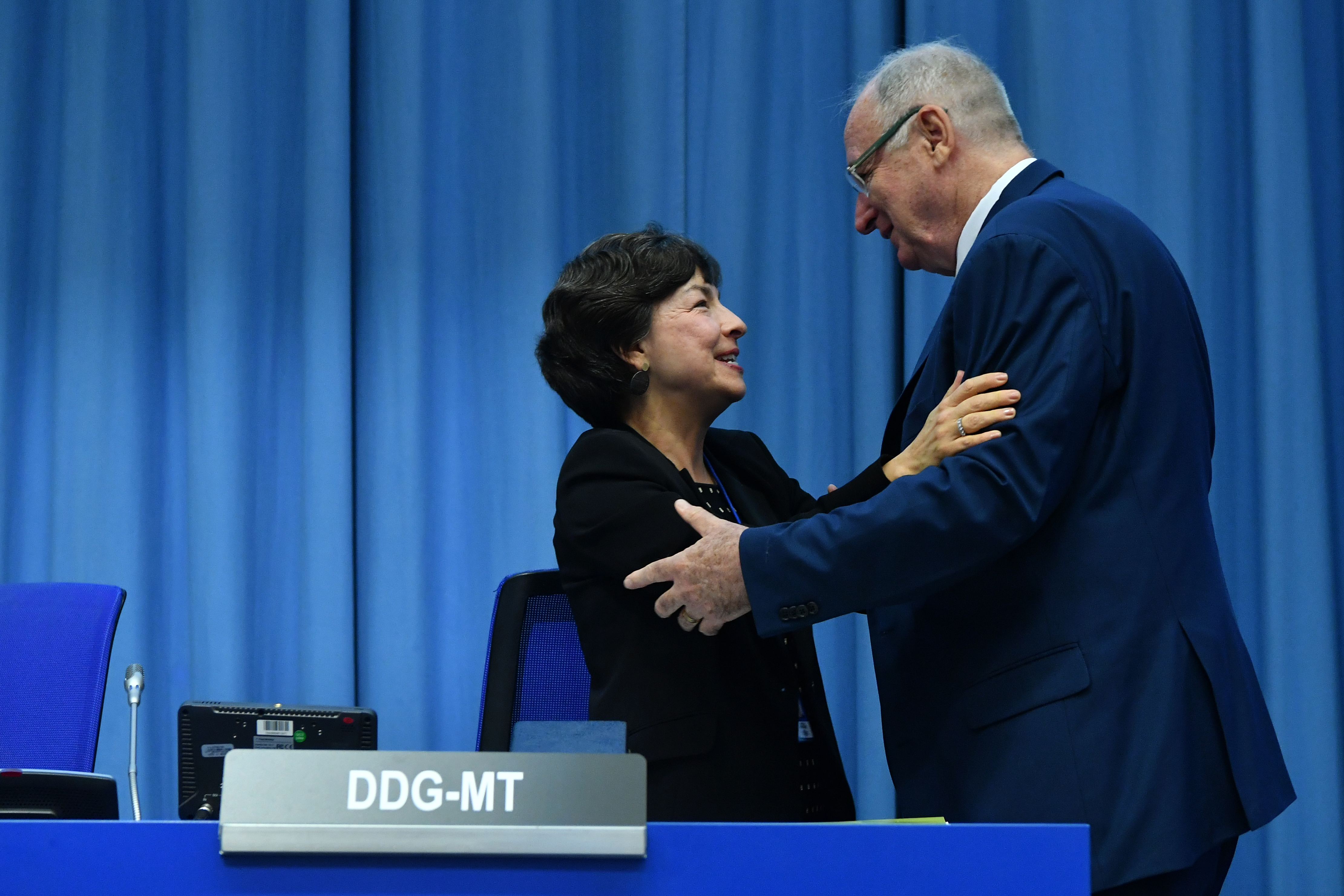
Aldo Malavasi Filho, na 63ª Conferência Geral da IAEA, acompanhado de Mary Alice Hayward (esta, chefe do Departamento de Gerenciamento da IAEA)

Aldo Malavasi Filho é um cientista brasileiro, doutor em Genética animal e professor aposentado da Universidade de São Paulo. Atualmente é pesquisador da Amazul.

## Obra
Trabalhou na Bahia, onde criou - em Juazeiro - uma "fábrica de moscas" (a Biofábrica Moscamed), que na verdade é um empreendimento voltado para a produção de machos estéreis da moscas-das-frutas Ceratitis capitata. Os machos de Ceratitis capitata, após serem liberados para o meio ambiente, copulam com fêmeas selvagens, diminuindo o tamanho populacional da praga no campo. Esta técnica é considerada uma das formas mais eficientes de controle de moscas das frutas. Antes disso, trabalhou no Suriname, a fim de evitar que moscas prejudiciais à lavoura brasileira chegassem ao Brasil.
Tem dezenas de trabalhos científicos publicados. Ocupou o cargo de Deputy Director General of the Department of Nuclear Sciences and Applications, da IAEA.

## Política científica
Participou ativamente da Sociedade Brasileira para o Progresso da Ciência, elegendo-se tesoureiro em 2003, na chapa liderada por Renato Janine Ribeiro. Em 2007, foi eleito Secretário Geral da SBPC, agora denominada, por razões legais, Associação Brasileira para o Progresso da Ciência, mas que manteve a sigla.
Desempenha papel preponderante na ciência nuclear, posto que atua na interlocução de diversos atores da área, como a CNEN, a Marinha do Brasil e o Ministério das Minas e Energia, dentre outros.